# Copa de Francia de Fútbol 2016-17
La Copa de Francia 2016-17 es la edición 100 del más prestigioso torneo del fútbol francés. El campeón accederá a la fase de grupos de la Liga Europa de la UEFA 2017-18, salvo que se haya clasificado para la Liga de Campeones vía la Ligue 1, en cuyo caso dicho cupo para la Liga Europa pasará al cuarto clasificado de la Liga. 
El sistema de juego el mismo que en los años anteriores: participan los equipos de fútbol asociados a la Federación Francesa de Fútbol, compitiendo a partido único en diferentes rondas en función de su categoría. Los cruces se sortean, y si los equipos emparejados son de categorías distintas, el más débil obtiene la ventaja de jugar en su estadio.

## Fase final

### Treintaidosavos de final
Los 20 equipos de la Ligue 1 se suman a los 44 equipos ganadores de las eliminatorias anteriores.
| 6 de enero de 2017 | US Avranches | 3:1 (0:0) | Stade Lavallois | Stade René-Fenouillère, Avranches |  |
|                    | [[]] 0'      | Reporte   | [[]] 0'         |                                   |  |

| 6 de enero de 2017 | Les Herbiers VF | 4:3 (0:0) | GFCO Ajaccio | Stade Massabielle, Les Herbiers |  |
|                    | [[]] 0'         | Reporte   | [[]] 0'      |                                 |  |

| 6 de enero de 2017 | AS Mónaco | 2:1 (0:0) | AC Ajaccio | Stade Louis II, Montecarlo |  |
|                    | [[]] 0'   | Reporte   | [[]] 0'    |                            |  |

| 7 de enero de 2017 | Sainte-Geneviève | 0:3 (0:0) | SM Caen | Stade Robert Bobin, Sainte-Geneviève-des-Bois |  |
|                    |                  | Reporte   | [[]] 0' |                                               |  |

| 7 de enero de 2017 | Lille OSC                                           | 4:1 (1:0) | AS Excelsior | Stade Pierre-Mauroy, Lille |                          |
|                    | Amadou 17' · Soumaoro 60' · Lopes 89' · Terrier 90' | Reporte   | Pythié 88'   | Árbitro(s): Ruddy Buquet   | Árbitro(s): Ruddy Buquet |

| 7 de enero de 2017 | Sarreguemines FC | 2:1 (0:0) | Stade de Reims | Stade de la Blies, Sarreguemines |  |
|                    | [[]] 0'          | Reporte   | [[]] 0'        |                                  |  |

| 7 de enero de 2017 | Blagnac FC | 0:1 (0:0) | Chamois Niortais | Stade Louis Héraud, Blagnac |  |
|                    |            | Reporte   | Djigla 69'       |                             |  |

| 7 de enero de 2017 | RC Estrasburgo | 2:2 (0:0) (t. s.)(4:2 t. s.) | SAS Épinal | Stade de la Meinau, Estrasburgo |  |
|                    | [[]] 0'        | Reporte                      | [[]] 0'    |                                 |  |

| 7 de enero de 2017 | Blois       | 1:2 (0:0) | FC Nantes         | Stade municipal des Allées Jean Leroi, Blois |  |
|                    | Cissé 45+3' | Reporte   | Stępiński 22' 66' |                                              |  |

| 7 de enero de 2017 | EA Guingamp | 2:1 (0:0) | Le Havre AC | Stade du Roudourou, Guingamp |  |
|                    | [[]] 0'     | Reporte   | [[]] 0'     |                              |  |

| 7 de enero de 2017 | ASPTT Besançon | 0:3 (0:0) | AS Nancy | Stade Léo-Lagrange, Besançon |  |
|                    |                | Reporte   | [[]] 0'  |                              |  |

| 7 de enero de 2017 | Louhans Cuiseaux FC | 0:2 (0:0) | Dijon FCO | Parc des sports de Bram, Louhans |  |
|                    |                     | Reporte   | [[]] 0'   |                                  |  |

| 7 de enero de 2017 | París Saint-Germain                                                                            | 7:0 (0:0) | SC Bastia | Parc des Princes, París                                        |                                                                |
|                    | Silva 30' · Rabiot 43' · Nkuku 48' · Motta 57' · Lucas 63' (pen.) · Di María 77' · Draxler 90' | Reporte   |           | Asistencia: 30.000 espectadores Árbitro(s): Jérôme Miguelgorry | Asistencia: 30.000 espectadores Árbitro(s): Jérôme Miguelgorry |

| 7 de enero de 2017 | US Quevilly | 3:2 (0:0) | JA Drancy | Stade Robert-Diochon, Le Petit-Quevilly |  |
|                    | [[]] 0'     | Reporte   | [[]] 0'   |                                         |  |

| 7 de enero de 2017 | Vendée Poiré sur Vie Football | 3:1 (0:0) | ES Viry-Châtillon | Stade de l'Idonnière, Le Poiré-sur-Vie |                                |
|                    | [[]] 0'                       | Reporte   | [[]] 0'           | Asistencia: 0.000 espectadores         | Asistencia: 0.000 espectadores |

| 7 de enero de 2017 | Hauts Lyonnais de Pomeys | 0:0 (0:0) (t. s.)(0:0 t. s.)(3:4 p.) | CA Bastia | Stade Maurice Rousson, Feurs |  |
|                    |                          | Reporte                              |           |                              |  |

| 7 de enero de 2017 | FC Bergerac | 1:1 (0:0) (t. s.)(2:2 t. s.)(3:2 p.) | Toulouse Rodéo FC | Stade de Campréal, Bergerac |  |
|                    | [[]] 0'     | Reporte                              | [[]] 0'           |                             |  |

| 8 de enero de 2017 | Clermont Foot Auvergne | 0:1 (0:0) | Girondins de Burdeos | Stade Gabriel Montpied, Clermont-Ferrand |  |
|                    |                        | Reporte   | [[]] 0'              |                                          |  |

| 8 de enero de 2017 | FC Lorient | 2:1 (0:0) | OGC Niza | Stade du Moustoir, Lorient |  |
|                    | [[]] 0'    | Reporte   | [[]] 0'  |                            |  |

| 8 de enero de 2017 | AJ Auxerre | 2:2 (0:0) (t. s.)(4:2 t. s.) | ES Troyes | Estadio de l'Abbé-Deschamps, Auxerre |  |
|                    | [[]] 0'    | Reporte                      | [[]] 0'   |                                      |  |

| 8 de enero de 2017 | RC Lens | 2:0 (0:0) | FC Metz | Estadio Bollaert-Delelis, Lens |  |
|                    | [[]] 0' | Reporte   |         |                                |  |

| 8 de enero de 2017 | Toulouse FC | 1:1 (0:1) (t. s.)(1:2 t. s.) | Olympique de Marsella | Stade de Toulouse, Toulouse |                            |
|                    | Durmaz 57'  | Reporte                      | Cabella 48' 107'      | Árbitro(s): Amaury Delerue  | Árbitro(s): Amaury Delerue |

| 8 de enero de 2017 | IC Croix | 1:4 (0:0) | AS Saint-Étienne | Stadium Lille Métropole, Lille |  |
|                    | [[]] 0'  | Reporte   | [[]] 0'          |                                |  |

| 8 de enero de 2017 | US Granville | 1:2 (0:0) | Angers SCO | Stade Louis-Dior, Granville |  |
|                    | [[]] 0'      | Reporte   | [[]] 0'    |                             |  |

| 8 de enero de 2017 | La Jeanne d'Arc de Biarritz | 0:6 (0:0) | Stade Rennais | Parc des sports d'Aguiléra, Biarritz |  |
|                    |                             | Reporte   | [[]] 0'       |                                      |  |

| 8 de enero de 2017 | Olympique de Lyon | 5:0 (0:0) | Montpellier HSC | Parc OL, Lyon |  |
|                    | [[]] 0'           | Reporte   |                 |               |  |

| 8 de enero de 2017 | LB Châteauroux | 4:1 (0:0) | Pau FC  | Stade Gaston-Petit, Châteauroux |  |
|                    | [[]] 0'        | Reporte   | [[]] 0' |                                 |  |

|  | [[]]    | 0:0 (0:0) | [[]]    | [[]], [[]] |  |
|  | [[]] 0' | Reporte   | [[]] 0' |            |  |

|  | [[]]    | 0:0 (0:0) | [[]]    | [[]], [[]] |  |
|  | [[]] 0' | Reporte   | [[]] 0' |            |  |

| 14 de enero de 2017 | FC Lunéville | 0:2 (0:0) | FC Chambly | Stade Edouard Fenal, Lunéville |  |
|                     | [[]] 0'      | Reporte   | [[]] 0'    |                                |  |

| 14 de enero de 2017 | AS Prix-lès-Mézières | 2:1 (0:0) | SC Feignies-Aulnoye | Stade du Petit Bois, Charleville-Mézières |  |
|                     | [[]] 0'              | Reporte   | [[]] 0'             |                                           |  |

| 18 de enero de 2017 | FC Fleury 91 | 2:0 (0:0) | Stade Brestois 29 | Stade Robert-Bobin, Bondoufle |  |
|                     | [[]] 0'      | Reporte   | [[]] 0'           |                               |  |

### Dieciseisavos de final
| 31 de enero de 2017 | Lille OSC          | 1:0 (0:0) | FC Nantes | Stade Pierre-Mauroy, Lille                                   |                                                              |
|                     | Corchia 80' (pen.) | Reporte   |           | Asistencia: 0.000 espectadores Árbitro(s): Sébastien Desiage | Asistencia: 0.000 espectadores Árbitro(s): Sébastien Desiage |

| 31 de enero de 2017 | Girondins de Burdeos | 2:1 (0:0) | Dijon FCO | Stade Bordeaux-Atlantique, Burdeos                       |                                                          |
|                     | [[]] 0'              |           | [[]] 0'   | Asistencia: 5.738 espectadores Árbitro(s): Mikaël Lesage | Asistencia: 5.738 espectadores Árbitro(s): Mikaël Lesage |

| 31 de enero de 2017 | Vendée Poiré sur Vie Football | 0:1 (0:1) | RC Estrasburgo | Stade de l'Idonnière, Le Poiré-sur-Vie |                                |
|                     |                               | Reporte   | [[]] 0'        | Asistencia: 0.000 espectadores         | Asistencia: 0.000 espectadores |

| 31 de enero de 2017 | US Quevilly | 3:0 (0:0) | GS Marseille Consolat | Stade Robert-Diochon, Le Petit-Quevilly |                                |
|                     | [[]] 0'     |           |                       | Asistencia: 0.000 espectadores          | Asistencia: 0.000 espectadores |

| 31 de enero de 2017 | Sarreguemines FC | 0:3 (0:2) | Chamois Niortais | Stade de la Blies, Sarreguemines |                                |
|                     |                  | Reporte   | [[]] 0'          | Asistencia: 0.000 espectadores   | Asistencia: 0.000 espectadores |

| 31 de enero de 2017 | FC Bergerac | 2:0 (1:0) | RC Lens | Stade de Campréal, Bergerac    |                                |
|                     | [[]] 0'     | Reporte   |         | Asistencia: 0.000 espectadores | Asistencia: 0.000 espectadores |

| 31 de enero de 2017 | LB Châteauroux | 2:2 (1:0) (t. s.)(2:3 t. s.) | FC Lorient | Stade Gaston-Petit, Châteauroux                              |                                                              |
|                     | [[]] 0'        |                              | [[]] 0'    | Asistencia: 2.957 espectadores Árbitro(s): Hakim Ben El Hadj | Asistencia: 2.957 espectadores Árbitro(s): Hakim Ben El Hadj |

| 31 de enero de 2017 | Olympique de Marsella | 1:1 (1:0) (t. s.)(2:1 t. s.) | Olympique de Lyon | Stade Vélodrome, Marsella                                  |                                                            |
|                     | [[]] 0'               | Reporte                      | [[]] 0'           | Asistencia: 53.502 espectadores Árbitro(s): Amaury Delerue | Asistencia: 53.502 espectadores Árbitro(s): Amaury Delerue |

| 1 de febrero de 2017 | US Avranches | 1:0 (0:0) | FC Fleury-Mérogis | Stade René-Fenouillère, Avranches |                                |
|                      | [[]] 0'      |           | [[]] 0'           | Asistencia: 0.000 espectadores    | Asistencia: 0.000 espectadores |

| 1 de febrero de 2017 | EFC Fréjus-Saint-Raphaël | 1:0 (0:0) | AS Prix-lès-Mézières | Stade Louis-Hon, Saint-Raphaël |                                |
|                      | [[]] 0'                  |           | [[]] 0'              | Asistencia: 0.000 espectadores | Asistencia: 0.000 espectadores |

| 1 de febrero de 2017 | CA Bastia | 2:0 (0:0) | AS Nancy | Stade Armand Cesari, Bastia    |                                |
|                      | [[]] 0'   | Reporte   | [[]] 0'  | Asistencia: 0.000 espectadores | Asistencia: 0.000 espectadores |

| 1 de febrero de 2017 | Les Herbiers VF | 1:1 (0:0) (t. s.)(1:2 t. s.) | EA Guingamp | Stade Massabielle, Les Herbiers                          |                                                          |
|                      | [[]] 0'         | Reporte                      | [[]] 0'     | Asistencia: 0.000 espectadores Árbitro(s): Olivier Thual | Asistencia: 0.000 espectadores Árbitro(s): Olivier Thual |

| 1 de febrero de 2017 | AJ Auxerre | 0:0 (0:0) (t. s.)(3:0 t. s.) | AS Saint-Étienne | Estadio de l'Abbé-Deschamps, Auxerre                  |                                                       |
|                      | [[]] 0'    | Reporte                      | [[]] 0'          | Asistencia: 7.508 espectadores Árbitro(s): Karim Abed | Asistencia: 7.508 espectadores Árbitro(s): Karim Abed |

| 1 de febrero de 2017 | Angers SCO | 3:1 (1:1) | SM Caen | Stade Jean-Bouin, Angers                                |                                                         |
|                      | [[]] 0'    | Reporte   | [[]] 0' | Asistencia: 0.000 espectadores Árbitro(s): Tony Chapron | Asistencia: 0.000 espectadores Árbitro(s): Tony Chapron |

| 1 de febrero de 2017 | FC Chambly | 3:3 (0:2) (t. s.)(4:5 t. s.) | AS Mónaco | Stade des Marais, Chambly                              |                                                        |
|                      | [[]] 0'    | Reporte                      | [[]] 0'   | Asistencia: 0.000 espectadores Árbitro(s): Johan Hamel | Asistencia: 0.000 espectadores Árbitro(s): Johan Hamel |

| 1 de febrero de 2017 | Stade Rennais | 0:4 (0:0) | París Saint-Germain                        | Roazhon Park, Rennes                                           |                                                                |
|                      |               | Reporte   | Draxler 27' 68' · Moura 37' · Ben Arfa 90' | Asistencia: 21.524 espectadores Árbitro(s): Jérôme Miguelgorry | Asistencia: 21.524 espectadores Árbitro(s): Jérôme Miguelgorry |

### Octavos de final
| 28 de febrero de 2017 | CA Bastia | 0:1 (0:1) | Angers SCO   | Stade Ange Casanova, Ajaccio                              |                                                           |
|                       |           | Reporte   | Diédhiou 40' | Asistencia: 1.167 espectadores Árbitro(s): Amaury Delerue | Asistencia: 1.167 espectadores Árbitro(s): Amaury Delerue |

| 28 de febrero de 2017 | EFC Fréjus-Saint-Raphaël | 2:0 (2:0) | AJ Auxerre | Stade Louis-Hon, Saint-Raphaël                               |                                                              |
|                       | Mendy 5' · Tlili 0'      | Reporte   |            | Asistencia: 1.142 espectadores Árbitro(s): Hakim Ben El Hadj | Asistencia: 1.142 espectadores Árbitro(s): Hakim Ben El Hadj |

| 28 de febrero de 2017 | Girondins de Burdeos | 2:1 (0:0) | FC Lorient  | Stade Bordeaux-Atlantique, Burdeos                       |                                                          |
|                       | Laborde 61' 72'      | Reporte   | Jeannot 47' | Asistencia: 7.151 espectadores Árbitro(s): Mikael Lesage | Asistencia: 7.151 espectadores Árbitro(s): Mikael Lesage |

| 1 de marzo de 2017 | Chamois Niortais | 0:2 (0:0) | París Saint-Germain        | Stade René Gaillard, Niort                                   |                                                              |
|                    |                  | Reporte   | Pastore 78' · Cavani 90+4' | Asistencia: 9.333 espectadores Árbitro(s): Bartolomeu Varela | Asistencia: 9.333 espectadores Árbitro(s): Bartolomeu Varela |

| 1 de marzo de 2017 | US Quevilly   | 1:2 (0:0) | EA Guingamp             | Stade Robert-Diochon, Le Petit-Quevilly                      |                                                              |
|                    | Vignaud 90+3' | Reporte   | Mendy 59' · De Pauw 61' | Asistencia: 7.536 espectadores Árbitro(s): Nicolas Rainville | Asistencia: 7.536 espectadores Árbitro(s): Nicolas Rainville |

| 1 de marzo de 2017 | US Avranches | 1:1 (0:0) (t. s.)(1:1 t. s.)(6:5 p.) | RC Strasbourg | Stade René-Fenouillère, Avranches                          |                                                            |
|                    | Mayulu 48'   | Reporte                              | Gragnic 90+2' | Asistencia: 2,890 espectadores Árbitro(s): Lionel Jaffredo | Asistencia: 2,890 espectadores Árbitro(s): Lionel Jaffredo |

| 1 de marzo de 2017 | Olympique de Marsella        | 2:2 (1:1) (t. s.)(3:4 t. s.) | AS Mónaco                                           | Stade Vélodrome, Marsella                                 |                                                           |
|                    | Payet 43' · Cabella 84' 111' | Reporte                      | Moutinho 19' · Mbappé 66' · Mendy 104' · Lemar 113' | Asistencia: 35.513 espectadores Árbitro(s): Benoît Millot | Asistencia: 35.513 espectadores Árbitro(s): Benoît Millot |

| 2 de marzo de 2017 | FC Bergerac     | 1:2 (0:0) | Lille OSC              | Stade de Campréal, Bergerac                              |                                                          |
|                    | Kamissoko 90+2' | Reporte   | Lopes 71' · Éder 90+4' | Asistencia: 4.223 espectadores Árbitro(s): Olivier Thual | Asistencia: 4.223 espectadores Árbitro(s): Olivier Thual |

### Cuartos de final
| 4 de abril de 2017 | Fréjus-Saint-Raphaël | 0:1 (0:0) | EA Guingamp | Stade Pierre de Coubertin, Cannes                        |                                                          |
|                    |                      | Reporte   | Mendy 50'   | Asistencia: 4.871 espectadores Árbitro(s): Benoît Millot | Asistencia: 4.871 espectadores Árbitro(s): Benoît Millot |

| 4 de abril de 2017 | Mónaco          | 2:1 (2:0) | Lille          | Stade Louis II, Mónaco                                  |                                                         |
|                    | Germain 35' 45' | Reporte   | El Ghazi 90+3' | Asistencia: 5.709 espectadores Árbitro(s): Tony Chapron | Asistencia: 5.709 espectadores Árbitro(s): Tony Chapron |

| 5 de abril de 2017 | Angers                   | 2:1 (1:1) | Girondins de Burdeos | Stade Jean-Bouin, Angers                                   |                                                            |
|                    | Bérigaud 8' · N'Doye 67' | Reporte   | Sankharé 18'         | Asistencia: 12.507 espectadores Árbitro(s): Antony Gautier | Asistencia: 12.507 espectadores Árbitro(s): Antony Gautier |

| 5 de abril de 2017 | Avranches | 0:4 (0:1) | París Saint-Germain                        | Stade Michel d'Ornano, Caen                                    |                                                                |
|                    |           | Reporte   | Ben Arfa 35' 54' · Moura 56' · Pastore 82' | Asistencia: 19.052 espectadores Árbitro(s): Jérôme Miguelgorry | Asistencia: 19.052 espectadores Árbitro(s): Jérôme Miguelgorry |

### Semifinales
| 25 de abril de 2017 | Angers                          | 2:0 (1:0) | EA Guingamp | Stade Jean-Bouin, Angers                                  |                                                           |
|                     | Mangani 38' · Toko Ekambi 90+2' | Reporte   |             | Asistencia: 15.540 espectadores Árbitro(s): Benoît Millot | Asistencia: 15.540 espectadores Árbitro(s): Benoît Millot |

| 26 de abril de 2017 | París Saint-Germain                                                          | 5:0 (2:0) | Mónaco | Parc des Princes, París                                    |                                                            |
|                     | Draxler 26' · Cavani 31' · Mbaé 50' (autogol) · Matuidi 52' · Marquinhos 90' | Reporte   |        | Asistencia: 47.298 espectadores Árbitro(s): Clément Turpin | Asistencia: 47.298 espectadores Árbitro(s): Clément Turpin |

### Final
| 27 de mayo de 2017 | Angers | 0:1 (0:0) | París Saint-Germain           | Stade de France, París                                    |                                                           |
|                    |        | Reporte   | Issa Cissokho 90+1' (autogol) | Asistencia: 0.000 espectadores Árbitro(s): Benoît Bastien | Asistencia: 0.000 espectadores Árbitro(s): Benoît Bastien |

| Bandera de Isla de Francia  |
| Campeón París Saint-Germain |
| 11° título                  |